# Etheostoma luteovinctum
Etheostoma luteovinctum är en fiskart som beskrevs av Gilbert och Swain, 1887. Etheostoma luteovinctum ingår i släktet Etheostoma och familjen abborrfiskar. IUCN kategoriserar arten globalt som nära hotad. Inga underarter finns listade i Catalogue of Life.